# 刘世勇
刘世勇 (1972年11月—)，湖北人，中国科学技术大学高分子科学与工程系教授，主要从事高分子方面的研究工作。入选中华人民共和国教育部2009年度"长江学者"特聘教授。曾就读于复旦大学高分子科学系。